# Ann Magnuson
Ann Magnuson (nacida el 4 de enero de 1956) es una actriz, artista de performance y artista de clubes nocturnos estadounidense. The New York Times la describió en 1990 como "un camaleón teatral entrañable que tiene tantos personajes a su alcance como Lily Tomlin".
Miembro fundador de la banda Bongwater de la década de 1980, Magnuson protagonizó la comedia de ABC Anything but Love (1989-1992). Sus apariciones en películas incluyen El ansia (1983), Making Mr. Right (1987), Peligro inminente (1994), La habitación del pánico (2002) y One More Time (2015).

## Primeros años y carrera
Magnuson nació en Charleston, Virginia Occidental, de madre periodista y padre abogado. Tenía un hermano, Bobby, que murió en 1988 por complicaciones del sida. Asistió a la escuela primaria Holz y a la escuela secundaria George Washington en Charleston. Después de graduarse de la Universidad Denison en 1978, se mudó a la ciudad de Nueva York y fue DJ e intérprete en el Club 57 y el Mudd Club en Manhattan entre 1979 y principios de los 80. Creó personajes como Anoushka, una cantante de salón soviética, que llevaba una peluca hacia atrás y cantaba letras en ruso simulado según los estándares de la música pop, y cantó por separado en un grupo de percusión exclusivamente femenino, Pulsallama, cuyo sencillo de 1982 "The Devil Lives In My Husband's Body" era el lamento de un ama de casa sobre un cónyuge que parece estar poseído. Más tarde, en 1987, Magnuson lideró la banda satírica falsa de heavy metal Vulcan Death Grip.
En una entrevista para el especial de WETA-TV PBS de 2002, Lance Loud! A Death in An American Family, Magnuson le dio crédito a la idea de Lance Loud — un miembro de una familia estadounidense filmada día tras día para el histórico documental de PBS An American Family, quien se declaró gay durante el transcurso de la miniserie documental — que la inspiró a dejar Virginia Occidental para ir a Nueva York.
Magnuson hizo su debut cinematográfico en la película Vortex de 1981.
A finales de los 70 y principios de los 80, Magnuson dirigió el Club 57, ubicado en el sótano de la Iglesia Nacional Polaca. Se convirtió en el centro de un mundo que incluía a Keith Haring, Kenny Scharf y muchos otros de las incipientes escenas del grafiti y del centro de Nueva York. El Club 57 era conocido por sus noches temáticas como Reggae Miniature Golf y Model World of Glue Night.

## Prominencia
Magnuson, un elemento fijo de la escena de clubes del centro de Manhattan de la década de 1980, llamó la atención con su papel de una sarcástica fumadora en el éxito cinematográfico independiente de 1985 de la directora Susan Seidelman Desperately Seeking Susan, que también ayudó a lanzar la carrera actoral de la cantante Madonna. Magnuson pasó a protagonizar Making Mr. Right (1987) de Seidelman, un romance de ciencia ficción mal recibido sobre un androide interpretado por John Malkovich.
Al mismo tiempo, Magnuson desarrolló seguidores clandestinos como vocalista principal de la banda Bongwater, formada en 1985 con el productor y músico Mark Kramer. Bongwater lanzó cuatro álbumes avant garde y un EP debut antes de separarse en 1992 con una batalla legal entre Magnuson y Kramer que duró al menos hasta 1996 y terminó con la quiebra del sello de música independiente de Kramer, Shimmy-Disc.
La pieza de video performance de 15 minutos de Magnuson "Made for Television", autoproducida en 1981, se emitió en la serie WNET-PBS Alive from Off-Center. Su largometraje satírico la encontró interpretando cerca de 50 papeles en una serie de "saltos de canal" que parodiaban desde programas de juegos hasta telefilmes para televangelistas. La crítica de arte Sarah Valdez la describió como "una Ann Magnuson embrujada habita consecutivamente, a un ritmo más rápido de lo que cualquier navegante de canales podría seguir el ritmo, una gama extravagante y escandalosamente desafortunada de estereotipos femeninos". Más tarde fue lanzada en vídeo casero por HBO, junto con el especial de televisión de Cinemax Vandemonium (1987), en la que Magnuson protagonizó una pieza teatral en su mayoría en solitario con apariciones del actor y cantante Meat Loaf, el artista de performance Joey Arias y el actor y comediante Eric Bogosian. Magnuson también fue coanfitriona de Alive from Off Center durante su temporada de 1988, tomando el relevo de su colega artista de performance Laurie Anderson, que había presentado la serie el año anterior.
Su CD de 1995, The Luv Show (Geffen Records / MCA), su debut en un sello importante, no tuvo éxito comercial, pero fue musicalmente aventurero; un crítico lo describió como "un musical de MGM dirigido por Russ Meyer (lo que significa que el mambo 'Sex With The Devil'" y 'Miss Pussy Pants' se sientan cómodamente junto a las referencias de Ethel Merman en la misma obra)".

## Carrera posterior
De 1989 a 1992, Magnuson interpretó a Catherine Hughes, la cómicamente moderna editora en jefe de una revista de Chicago en la comedia televisiva Anything But Love, junto a Jamie Lee Curtis y el comediante Richard Lewis, e interpretó a una comentarista política liberal en la comedia de situación de Wanda Sykes para Fox Wanda at Large.
Los papeles cinematográficos de Magnuson incluyen un agente de bienes raíces sarcástico en La habitación del pánico, la madre de Alan en Pequeños guerreros, una señora en Tank Girl, la exesposa "adicta al dinero" de Mel Gibson en Tequila Sunrise, la exnovia de Tom Berenger en Love at Large, una secretaria en Peligro inminente y una víctima del vampiro de David Bowie en El ansia.
Sus apariciones como invitada en televisión incluyen un episodio de la antología de ficción y suspenso de la cadena de cable Lifetime The Hidden Room; la comedia dramática surrealista y de culto Las aventuras de Pete y Pete y Salute Your Shorts en Nickelodeon; las comedias The John Larroquette Show, The Drew Carey Show, Caroline in the City y Frasier; y el drama procesal policial CSI: Miami. En el telefilme de 1996 The Munsters' Scary Little Christmas, apareció en el vídeo musical de Redd Kross de 1990 para la canción "Annie's Gone", escrita sobre ella. El escritor Jason Anderson resumió su trabajo hasta 1996 como: "Ha estado apareciendo en varios estados de desnudez con fines artísticos desde su aturdimiento artístico a finales de los 70 en Nueva York [donde ella] era la zorra pensante del indie rock..."
Además de aparecer en el vídeo musical de 1990 de "Annie's Gone" de Redd Kross, apareció en el vídeo musical de 1998 de "My Song" de Jerry Cantrell. En 1997, proporcionó la voz invitada para la banda Tindersticks en la canción "Buried Bones" de su álbum "Curtains" .
En 2003, Magnuson comenzó a realizar una gira con un show unipersonal, Pretty Songs & Ugly Stories, hasta julio de 2006. Interpretó a la hermana Elizabeth Donderstock en la obra The Book of Liz, escrita por Amy Sedaris y David Sedaris, en mayo de 2005 en el 2nd Stage Theatre de Hollywood, California. Otros trabajos teatrales han incluido Four Dogs and a Bone del dramaturgo John Patrick Shanley en el Lucille Lortel Theatre de la ciudad de Nueva York, los shows unipersonales You Could Be Home Now (que inauguró el festival Serious Fun de 1990 en el Lincoln Center de la ciudad de Nueva York) y Rave Mom (estrenada en la ciudad de Nueva York en octubre de 2001), y el show neoburlesco The Velvet Hammer.
Una reseña de Village Voice describió la autobiográfica Rave Mom como los "viajes de Magnuson a través de 1999, un año de éxtasis, persecución de malos romances y búsqueda de escapismo y significado después de la muerte de su hermano por SIDA. Magnuson tiene una presencia completamente encantadora [pero] sus historias de fiestas de los Óscar repletas de celebridades, raves llenas de niños, un pretendiente rico de las puntocom, etc., parecen completamente ensimismadas y triviales..."
Ha actuado en la serie de shows benéficos What A Pair! de Revlon / UCLA Breast Center! en 2005, actuando con "Tips" de Elaine Hendrix del musical Pump Boys & Dinettes, y 2006, actuando con Samantha Shelton. Ella apareció en What's My Line? Live on Stage en Los Ángeles el 14 de septiembre de 2006.
Durante ocho años, Magnuson escribió una columna mensual, "LA Woman", en la revista Paper, así como un blog que la acompaña.
A finales de 2006, Magnuson lanzó su segundo álbum en solitario, Pretty Songs & Ugly Stories. Fue producido y coescrito por el director musical y acompañante Kristian Hoffman, con quien Magnuson había tenido una relación creativa desde que lo conoció mientras dirigía "The New Wave Vaudeville Show" en 1976.
En 2007 y 2008, Magnuson actuó en un acto de cabaret, Dueling Harps, con Adam Dugas, Mia Theodoratus y Alexander Rannie.
En 2009, Magnuson creó una pieza escénica de una sola mujer, Back Home Again (Dreaming Of Charleston), que fue encargada por FestiVall de Charleston, Virginia Occidental.
En 2018, Magnuson se unió al elenco de The Man in the High Castle, durante 5 episodios, como Caroline Abendsen, la esposa del personaje principal Hawthorne Abendsen/The Man in the High Castle interpretado por Stephen Root.
Magnuson apareció en la primera temporada de Star Trek: Picard como la almirante de la flota Kirsten Clancy, la comandante en jefe de la Flota Estelar.

## Vida personal
Magnuson se casó con el arquitecto John Bertram en 2002. Ha descrito el barrio de Silver Lake en Los Ángeles, donde vive en su casa diseñada por Richard Neutra, como "un Mayberry de la coalición arcoíris... No tienes la sensación de que alguien realmente haga alarde de lo rico que es". 

## Álbumes en solitario
- The Luv Show (1995)
- Pretty Songs & Ugly Stories (2006)
- Dream Girl (2016)

## Filmografía

### Cine
| Año  | Título                               | Papel                       | Notas         |  |
| ---- | ------------------------------------ | --------------------------- | ------------- |  |
| 1981 | Vortex                               | Pamela Fleming              |               |  |
| 1983 | El ansia                             | Mujer joven de la discoteca |               |  |
| 1984 | Perfect Strangers                    | Malda                       |               |  |
| 1985 | Desperately Seeking Susan            | Chica de los cigarrillos    |               |  |
| 1986 | Sleepwalk                            | Isabelle                    |               |  |
| 1987 | Making Mr. Right                     | Frankie Stone               |               |  |
| 1988 | A Night in the Life of Jimmy Reardon | Joyce Fickett               |               |  |
| 1988 | Tequila Sunrise                      | Shaleen McKussic            |               |  |
| 1989 | Checking Out                         | Connie Hagen                |               |  |
| 1990 | Love at Large                        | Doris                       |               |  |
| 1994 | Cabin Boy                            | Calli                       |               |  |
| 1994 | Peligro inminente                    | Moira Wolfson               |               |  |
| 1995 | Tank Girl                            | The Madame                  | Sin acreditar |  |
| 1996 | Antes y después                      | Terry Taverner              |               |  |
| 1997 | Levitation                           | Sarah                       |               |  |
| 1997 | Still Breathing                      | Elaine                      |               |  |
| 1998 | Pequeños guerreros                   | Irene Abernathy             |               |  |
| 1999 | Friends & Lovers                     | Katherine                   |               |  |
| 2000 | Love & Sex                           | Monique Steinbacher         |               |  |
| 2000 | Housebound                           | Brandy                      |               |  |
| 2001 | The Caveman's Valentine              | Moira Leppenraub            |               |  |
| 2001 | Glitter                              | Kelly                       |               |  |
| 2001 | Night at the Golden Eagle            | Sally                       |               |  |
| 2002 | La habitación del pánico             | Lydia Lynch                 |               |  |
| 2003 | The United States of Leland          | Karen Pollard               |               |  |
| 2003 | Ghostlight                           | Barbara Rosen               |               |  |
| 2004 | Open House                           | Sarah Jane Tibbett          |               |  |
| 2004 | The Nomi Song                        | Ella misma                  | Entrevistada  |  |
| 2007 | Chasing Tchaikovsky                  | Margarita Stone             |               |  |
| 2010 | Happiness Runs                       | Mamá de Chad                |               |  |
| 2010 | Blank City                           |                             |               |  |
| 2011 | Small Pond                           | Luann                       |               |  |
| 2011 | Woman's Picture                      | Miriam                      |               |  |
| 2011 | Rose                                 | Miriam Masterson            | Cortometraje  |  |
| 2012 | Jobriath A.D.                        | Ella misma                  | Entrevistada  |  |
| 2013 | Only Child                           | Miriam Masterson (voz)      |               |  |
| 2015 | One More Time                        | Lucille                     |               |  |
| 2017 | Mansfield 66/67                      | Jayne Mansfield             |               |  |

### Televisión
| Año       | Título                                        | Papel              | Notas |
| --------- | --------------------------------------------- | ------------------ | --- |
| 1987      | Tales from Hollywood Hills: A Table at Ciro's | Darlene            | Película de televisión                                                                                                   |
| 1988      | Alive From Off Center                         | Presentadora       | Serie de antología |
| 1989–1992 | Anything but Love                             | Catherine Hughes   | Protagonista (50 episodios)                                                                                              |
| 1993      | The Hidden Room                               | Nina               | Episodio: "No Word for Mercy"                                                                                            |
| 1996      | Las aventuras de Pete y Pete                  | Eunice Puell       | Episodio: "Crisis in the Love Zone"                                                                                      |
| 1996      | The John Larroquette Show                     | Amanda Cox         | Episodio: "Black and White and Red All Over"                                                                             |
| 1996      | The Munsters' Scary Little Christmas          | Lily Munster       | Película de televisión                                                                                                   |
| 1997      | Caroline in the City                          | Gina Pennetti      | Episodio: "Caroline and the Kept Man"                                                                                    |
| 1997      | The Drew Carey Show                           | Kyra Sullivan      | Episodio: "Check Out Drew's Old Flame"                                                                                   |
| 1997      | Damian Cromwell's Postcards from America      | Paula              | Película de televisión                                                                                                   |
| 1998      | De la Tierra a la Luna                        | Dee O'Hara         | Miniserie de televisión                                                                                                  |
| 2002      | The Griffin and the Minor Canon               | Bird               | Película de televisión                                                                                                   |
| 2003      | Wanda at Large                                | Rita Bahlberg      | Episodio: "Wanda & Bradley"                                                                                              |
| 2003–2008 | All Grown Up!                                 | Miss O'Keats (voz) | Recurrente |
| 2004      | Frasier                                       | Harvest            | Episodio: "Match Game"                                                                                                   |
| 2004      | Quintuplets                                   | Yolanda            | Episodio: "Working It"                                                                                                   |
| 2004      | CSI: Miami                                    | Ms. Arena          | Episodio: "Crime Wave"                                                                                                   |
| 2006      | Our House                                     | Geena              | Película de televisión                                                                                                   |
| 2007      | American Dad!                                 | Lisa Collins (voz) | Episodio: "I Can't Stan You"                                                                                             |
| 2009      | Valentine                                     | Circe              | Episodio: "Hound Dog" |
| 2013      | Modern Family                                 | Shelley            | Episodio: "Goodnight Gracie"                                                                                             |
| 2013      | The Young and the Restless                    | Madame Miranda     | |
| 2014      | Looking                                       | Stina              | Episodios: "Looking for Now", "Looking at Your Browser History"                                                          |
| 2018      | Superior Donuts                               | Irene              | Episodio: "The Chicago Way"                                                                                              |
| 2018-2019 | The Man in the High Castle                    | Caroline Abendsen  | Episodios: "Now More Than Ever, We Care About You", "History Ends", "Excess Animus", "Baku", "Jahr Null", "Happy Trails" |
| 2019      | Titanes                                       | Jillian            | 2 episodios |
| 2020      | Star Trek: Picard                             | Kirsten Clancy     | 2 episodios |
| 2021      | Gossip Girl                                   | Donna Calloway     | Episodio: "You Can't Take It with Jules"                                                                                 |